# Bathypathes bifida
Bathypathes bifida is een Antipathariasoort uit de familie van de Schizopathidae. De wetenschappelijke naam van de soort is voor het eerst geldig gepubliceerd in 1905 door Thompson.